# Chinesische Vereinigung zur Förderung der Demokratie
Die Chinesische Vereinigung zur Förderung der Demokratie (chinesisch 中國民主促進會 / 中国民主促进会, Pinyin Zhōngguó mínzhǔ cùjìnhuì) ist eine der zugelassenen „Acht demokratischen Parteien und Gruppen“ der Volksrepublik China. Sie bekennt sich zur Führung der Kommunistischen Partei Chinas.

## Geschichte
Die Chinesische Vereinigung zur Förderung der Demokratie wurde der Präambel ihrer Satzung zufolge am 30. Dezember 1945 unter Anleitung und Mithilfe der Kommunistischen Partei Chinas gegründet. Nach Gründung der Volksrepublik China am 1. Oktober 1949 gehörte sie zu den zugelassenen kleinen Parteien. 1951 beschloss die Partei, sich in besonderer Weise den Lehrern von Grund- und Mittelschulen zu widmen. Ein Jahr später wurde die Zielgruppe um Personen aus dem Gesundheits- und Verlagswesen erweitert.

## Ideologie
Die Partei hält ihren Statuten gemäß „das große Banner des Sozialismus mit chinesischen Merkmalen hoch und wird von der Deng Xiaoping-Theorie, dem wichtigen Denken der Drei Vertretungen, dem Konzept der wissenschaftlichen Entwicklung und Xi Jinpings neuer Ära des Sozialismus mit chinesischen Merkmalen“ geleitet.

## Organisation und Mitgliedschaft
Dem Aufbau der Kommunistischen Partei Chinas entsprechend ist das Organisationsprinzip der Vereinigung der Demokratische Zentralismus. Die Partei hatte am 31. Dezember 2018 193.000 Mitglieder.
Sie wird durch Mitgliederbeiträge und staatliche Subventionen finanziert.

## Vorsitzende
1. Ma Xulun (马叙伦) (1949–1958)
2. Zhou Jianren (周建人) (1979–1984)
3. Ye Shengtao (叶圣陶) (1984–1987)
4. Lei Jieqiong (雷洁琼) (1987–1997)
5. Xu Jialu (许嘉璐) (1997–2007)
6. Yan Junqi (严隽琪) (2007–2017)
7. Cai Dafeng (蔡达峰) (ab 2017)